# Faïl·los de la Fòcida
Faïl·los (grec antic: Φάϋλλος, llatí: Phayllus) fou un militar foci, germà d'Onomarc, a qui va succeir com a general dels focis a la Tercera guerra sagrada.
Onomarc el va enviar amb un exèrcit de 7000 homes en ajut de Licofró II de Feres contra Filip II de Macedònia, però no va tenir èxit, va ser derrotat pels macedonis i expulsat de Tessàlia.
A la mort del seu germà Onomarc l'any 352 aC el va succeir en el comandament principal sense oposició. Va disposar dels tresors que tenia al seu abast i va doblar la paga als mercenaris, i aviat va reunir un poderós exèrcit, al que es van sumar els auxiliars enviats per la Lliga Aquea, per Esparta i per Atenes, i els seguidors del fugitiu Licofró II i el seu germà Pitolau amb un cos de mercenaris.
Llavors va envair Beòcia, i encara que tenia bones tropes, va ser derrotat en tres batalla successives, cap de les quals decisiva; llavors va atacar als locris epicnemidis amb èxits i fracassos, però també sense resultats definitius.
Fail·le es va posar malalt i finalment va morir després d'una llarga i dolorosa malaltia l'any 351 aC. Molts van atribuir la seva mort a l'ús que per la guerra havia fet dels tresors sagrats, i especialment per haver donat ornaments consagrats a les seves amants i la seva dona, segons Diodor de Sicília.
En el seu temps el comandant en cap dels focis tenia totes les atribucions reials però no el títol de rei, encara que sembla que s'hi va considerar i va voler fer hereditari el comandament. El va succeir el seu nebot Falec de la Fòcida, que era menor d'edat.